# Hypsilolambda
Hypsilolambda is een geslacht van uitgestorven zoogdieren behorend tot de familie Bemalambdidae van de Pantodonta die tijdens het Paleoceen in oostelijk Azië leefde. 

## Fossiele vondsten
Fossielen van Hypsilolambda zijn gevonden in de Volksrepubliek China. De vondsten dateren uit het Vroeg-Paleoceen, tijdens de Asian land mammal age Shanghuan. 

## Kenmerken
Van Hypsilolambda zijn alleen de schedel en tanden bekend, die er op wijzen dat deze pantodont wat betreft lichaamsbouw vergelijkbaar was met de beter bekende verwant Bemalambda.